# サザーク焼き討ち
サザーク焼き討ち（サザークやきうち、英語：Burning of Southwark）とは、1066年のイングランド・サザークで発生した戦闘である。
ヘイスティングズでの決戦で決着をつけたノルマンディー公ギヨーム2世はノルマン軍を率いて首都ロンドンへの進軍を開始した。その道中、テムズ川を渡河する必要があったが、そこに架かる橋を巡ってアングロサクソン人とサザークで衝突した。ノルマン軍はアングロサクソン軍を撃破することに成功したものの、地元民の激しい抵抗に遭遇したことからいったん撤退したが、その撤退の最中にノルマン軍は地元の民家を焼き払い恐怖を民衆の間で広げようと試みた。結果、サザークは壊滅した上にノルマン軍は西進を再開。ロンドン市中へと通じていたアングロサクソン人の食糧供給ラインを断ち切り、ロンドン市民をノルマンディー公に服属させるに至った。

## 背景

ノルマンコンクエスト中に起きた主要な出来事を記した地図。

ノルマンディー公ギヨーム2世（のちのウィリアム征服王）はイングランド王位の正統な後継者であるとの主張に基づき、1066年9月、イングランド遠征を開始した。そして同年10月14日、ノルマンディー軍はイングランド軍とヘイスティングズで激突し、イングランド王ハロルド・ゴドウィンソンを含むイングランド側の指揮官を討ち取り勝利を挙げた。戦勝後、ギヨーム公はイングランドの首都ロンドンを制圧すべく進軍を開始したが、この頃ロンドンでは賢人会議の名のもとにウェセックス家のエドガー・アシリングがイングランド王位への即位を宣言していた。ギヨーム公はあまり抵抗を受けないだろうと予測し小規模な騎馬部隊をサザークに派遣したが、このサザークという街はロンドン橋の南端付近に位置し、テムズ川の渡河地点・並びにロンドンへの玄関口となっている戦略的要衝であった。この頃のサザークはゴドウィン家が治める個人的所有地であったとされ、部分的な要塞化が進んでいた。

## 戦闘
ロンドンの住民の中にはギヨーム公を支援するものいたが、多くの民衆はウェセックス王家の旗手を務める貴族アンスガー（Ansgar the "Staller")・ミドルセックス地域の州長官（sheriff）らが率いる民兵と共にノルマン軍の侵略に抵抗した。アンスガーはヘイスティングズでの戦闘に部隊を率いて参加していたが負傷し、戦線離脱ののち他の指揮官たちと共にロンドンに撤退したうえでギヨーム軍に対する抵抗を組織したのであった。アンスガーは重傷を負っており歩くことすらままならない状態で輿に乗って移動していたほどであったが、秋の3期目の民兵を招集することができたとされ、その数は『大軍でかつ強力』であったという。ギヨーム公はアンスガーに対して、自身をイングランド王と認めることを条件に領地と地位の保証を確約するという申し出を行った。しかしアンスガーはこの申し出を拒絶し、ロンドン市民の一部を率いてサザークに進軍しノルマン軍に対抗した。この時、マーシア伯エドウィン・ノーサンブリア伯モーカー・ヨーク大司教エルドレッドらが防衛に参加していたかもしれない。この時、500騎のノルマン騎士はアングロサクソン軍を撃破しロンドン橋に到達したが、ロンドン市民の激しい抵抗に遭遇し橋を守り抜くことができず、すぐに撤退した。そしてノルマン軍は撤退の際にサザークの街を焼き払い、ロンドンと川一つ挟んだ街の住民らの間に恐怖を植え付けた。サザークの街のほぼすべての建物が焼け落ち、その中には硬貨鋳造所も含まれていたが、焼け落ちる以前のレベルの鋳造機能にまで回復したのは1080年代後半の頃であった。

## その後
ギヨーム公はサザークでサクソン側の抵抗に遭遇したことを受けて、ロンドンに対する直接的な攻勢を延期することとなった。ノルマン軍偵察部隊は本隊と合流したのちロンドン西部を迂回するルートで進軍を再開した。しかしこの地域は特に反ノルマン感情が強い地域であり、テムズ川の多くの地点で渡河を阻止するための防衛態勢が整えられおり、レディングでの渡河を避けウォリンフォードまで向かったうえで、ギヨーム軍の傘下に入ったアングロ・サクソン人従士ウィゴッドの支援を受けてテムズ川を渡った。渡河後、ギヨーム公は軍を2つに分け、片方は自身が率いてウィンドバーを経由してバーカムステッドに向かって北進し、もう片方の軍団はソニング・ワーグレーヴ・メイデンヘッド・チャルフォント・セント・ピーターを経由して進軍した  。
ギヨーム公の軍団は王国中からロンドンに繋がる補給路を断ち切るとともに、サザークを焼き払い、またケント地域の民衆との交渉を経て同地域の服属を確約させるなどしたため、最終的にはこれらの出来事が相まってロンドン降伏に繋がった。ギヨーム公はロンドンに留まるアングロサクソン人聖職者と連絡を取り合って自身のイングランド王位継承を支持するよう説得を続け、これによりロンドンにとどまっていたアングロサクソン人指揮官たちはバーカムステッドに滞在していたギヨーム公の元を訪れ、公に対して忠誠を誓うとともに城門のカギをギヨーム公に引き渡したというその後、ギヨーム公は平和裏にロンドンに入城し、クリスマスにウエストミンスター大聖堂でイングランド王ウィリアム1世として戴冠した。